# Ichthyophis cardamomensis
Ichthyophis cardamomensis é uma espécie de anfíbio gimnofiono da família Ichthyophiidae. Está presente no Cambodja. A UICN classificou-a como pouco preocupante.